# Genoplesium
Genoplesium är ett släkte av orkidéer. Genoplesium ingår i familjen orkidéer.

## Dottertaxa tillGenoplesium, i alfabetisk ordning[1]
- Genoplesium acuminatum
- Genoplesium alticola
- Genoplesium apostasioides
- Genoplesium archeri
- Genoplesium arrectum
- Genoplesium baueri
- Genoplesium bishopii
- Genoplesium brachystachyum
- Genoplesium calopterum
- Genoplesium citriodorum
- Genoplesium confertum
- Genoplesium cranei
- Genoplesium despectans
- Genoplesium ectopum
- Genoplesium eriochilum
- Genoplesium filiforme
- Genoplesium fimbriatum
- Genoplesium firthii
- Genoplesium formosum
- Genoplesium insigne
- Genoplesium littorale
- Genoplesium morinum
- Genoplesium morrisii
- Genoplesium nigricans
- Genoplesium nudiscapum
- Genoplesium nudum
- Genoplesium oliganthum
- Genoplesium ostrinum
- Genoplesium parvicallum
- Genoplesium pedersonii
- Genoplesium plumosum
- Genoplesium psammophilum
- Genoplesium pumilum
- Genoplesium rhyoliticum
- Genoplesium rufum
- Genoplesium ruppii
- Genoplesium sagittiferum
- Genoplesium sigmoideum
- Genoplesium simulans
- Genoplesium superbum
- Genoplesium systenum
- Genoplesium tasmanicum
- Genoplesium tectum
- Genoplesium turfosum
- Genoplesium validum
- Genoplesium vernale
- Genoplesium woollsii